# Сан Джовани ин Персичето
Сан Джова̀ни ин Персичѐто (на италиански: San Giovanni in Persiceto, на местен диалект San Żvân, Сан Дзъван, от 1912 до 1927 г. само Persiceto, Персичето) е град и община в северна Италия, провинция Болоня, регион Емилия-Романя. Разположен е на 21 m надморска височина. Населението на общината е 27 177 души (към 2012 г.).